# Arnebia cana
Arnebia cana är en strävbladig växtart som först beskrevs av Tzvel., och fick sitt nu gällande namn av S.K. Cherepanov. Arnebia cana ingår i släktet Arnebia och familjen strävbladiga växter. Inga underarter finns listade i Catalogue of Life.